# Gärdslövs församling
Gärdslövs församling var en församling i Lunds stift och i Trelleborgs kommun. Församlingen uppgick 2002 i Anderslövs församling.

## Administrativ historik
Församlingen har medeltida ursprung. 
Församlingen var till 1962 moderförsamling i pastoratet Gärdslöv och Önnarp. Från 1962 till 2002 var den annexförsamling i pastoratet Anderslöv, Grönby, Gärdslöv och Önnarp som till 1980 även omfatade Börringe församling. Församlingen uppgick 2002 i Anderslövs församling.

## Kyrkor
- Gärdslövs kyrka